# Cándido Pérez (P-16)
El Cándido Pérez (P-16) fue un patrullero de la clase Barceló de la Armada Española que recibió su nombre en memoria de Cándido Pérez Expósito, el cual fue fusilado durante la Guerra Civil Española tras ser capturado y entregado en Bilbao a las autoridades republicanas el bou Virgen del Carmen del que era jefe de máquinas. 

## Historial
Fue botado el 8 de marzo de 1977 y entregado a la Armada el 25 de noviembre de 1977. Recibió su bandera de combate el 24 de septiembre de 1993 en Sada (La Coruña). Los motores de esta clase de buque fueron limitados para no pasar de Avante 5 (28 nudos) desde el anterior Avante 9 (32 a 36 nudos) con objeto de alargarles la vida útil. 
Tenía su base principal en el Arsenal de la Carraca y participó en la Operación Romeo Sierra y en el dispositivo multinacional de la Operación Active Endeavour-STROG para escoltar mercantes en su tránsito del Estrecho de Gibraltar. Tras 32 años de servicio, fue dado de baja el 17 de abril de 2009.